# Ocupación de Cisjordania por Israel

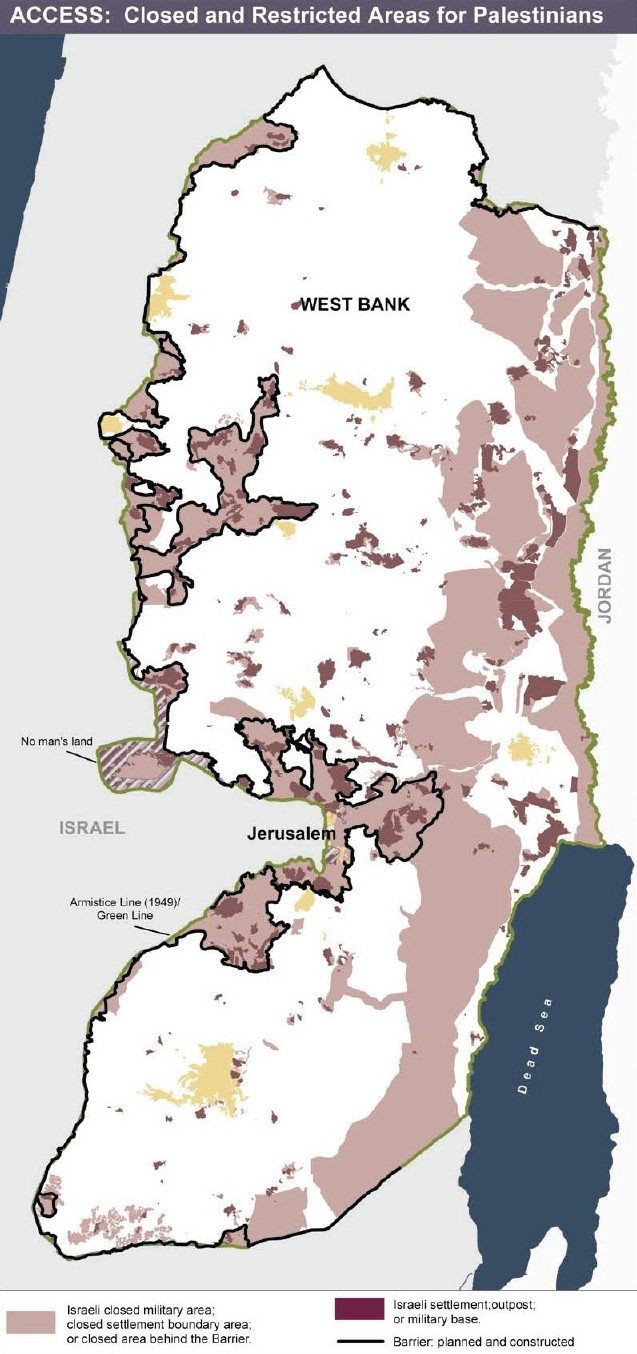
Mapa de asentamientos y cierres en Cisjordania en enero de 2006:
centros urbanos palestinos
Zonas militares cerradas o zonas fronterizas con asentamientos o zonas aisladas por la barrera israelí en Cisjordania
Asentamientos, puestos de avanzada o bases militares
Ruta del muro

La ocupación israelí de Cisjordania comenzó el 7 de junio de 1967 cuando las fuerzas israelíes capturaron y tomaron el control del territorio, incluyendo Jerusalén Este, que estaban bajo gobierno jordano, durante la Guerra de los Seis Días, y continúa hasta la fecha. El estatus de Cisjordania como un territorio bajo ocupación militar ha sido confirmado por la Corte Internacional de Justicia y, a excepción de Jerusalén Este, por la Corte Suprema de Israel. La posición oficial del gobierno israelí es que las leyes de ocupación beligerante no se aplican a estos territorios, que ellos alegan ser "disputados", y administran Cisjordania, excluyendo Jerusalén Oriental, a través de la Administración Civil Israelí, una división del Ministerio de Defensa de Israel. Considerado un ejemplo clásico de conflicto intratable, el período de ocupación israelí ya se consideraba excepcional después de dos décadas y ahora es el más largo en la historia moderna. Israel alega varias razones para mantener el control sobre Cisjordania, incluyendo reclamaciones basadas en derechos históricos, razones de seguridad y el profundo valor simbólico que el área ocupada tiene para los judíos.
Israel ha establecido, de manera controvertida y en violación del derecho internacional, numerosos asentamientos judíos en toda Cisjordania. El Consejo de Seguridad de las Naciones Unidas ha reafirmado consistentemente que estos asentamientos son una "flagrante violación del derecho internacional", más recientemente en 2016 con la Resolución 2334 del Consejo. La creación y expansión continua de estos asentamientos ha llevado a críticas de las políticas de Israel y se consideran un ejemplo de colonización por colonos.
A Israel se le han atribuido graves violaciones del derecho internacional de los derechos humanos, incluida la pena colectiva, en la administración de los territorios palestinos ocupados. Los colonos y civiles israelíes que viven o viajan por Cisjordania están sujetos a la ley israelí y tienen representación en la Knesset, mientras que los civiles palestinos, en su mayoría confinados a enclaves dispersos, están sujetos a la ley marcial y no tienen permitido votar en las elecciones nacionales de Israel. Este sistema de doble rasero ha dado lugar a acusaciones de apartheid, una acusación que Israel rechaza rotundamente. La vasta superioridad militar de Israel, con un ejército y una fuerza aérea modernos en comparación con el uso de tácticas guerrilleras y terroristas por parte de los palestinos, ha resultado en acusaciones de crímenes de guerra de ambos lados, con Israel siendo acusado de desproporción y los palestinos siendo acusados de ataques indiscriminados.
La ocupación también tiene numerosos críticos dentro de Israel, con algunos reclutas israelíes negándose a servir debido a objeciones a la ocupación. El estatus legal de la ocupación en sí, no solo de las acciones llevadas a cabo como parte de ella, ha sido cada vez más examinado por la comunidad internacional y estudiosos del derecho internacional, con la mayoría concluyendo que, independientemente de si la ocupación fue legal al principio, se ha vuelto ilegal con el tiempo.